# HMS Gambia (1940)
HMS Gambia (48) (Его величества корабль Гамбия) — британский лёгкий крейсер, первой серии крейсеров типа «Краун Колони». Был заказан в 1939 году на верфи Swan Hunter в Ньюкасле и заложен 24 июля 1939 года. Крейсер был спущен на воду 30 ноября 1940 года, став первым кораблём носящим это имя в британском флоте, и 21 февраля 1942 года был введён в строй.

## История службы
После вступления в строй и проведения испытаний, крейсер перешёл в Розайт, где на нём дополнительно установили 6 20-мм Эрликонов, после чего, в марте 1942 года крейсер перешёл в Скапа-Флоу на Оркнейских островах, войдя в состав 10-й крейсерской Home Fleet’а и подготавливаясь для службы в 4-й крейсерской эскадры восточного флота.

### Переход на Дальний Восток
После завершения всех работ Гамбия перешла в Клайд, чтобы вступить в состав эскорта войскового конвоя WS-18. 14 апреля крейсер вместе с крейсером Frobisher, эсминцем Tetcott и голландским эсминцем Van Galen вышли в составе эскорта данного конвоя. В состав конвоя также была включена база эсминцев Hecla. 29 апреля конвой прибыл во Фритаун и 5 мая с тем же эскортом отправился дальше. 13 мая Гамбия покинула состав эскорта, сопровождая повреждённую Hecla, которая подорвалась на мине у берегов Южной Африке. Оба корабля направились в Саймонстаун. 18 мая Гамбия отправилась в Kilindini, чтобы соединиться со своей новой эскадрой. 29 мая она совместно с линкором Warspite и авианосцами Illustrious и Formidable отправилась на Цейлон, чтобы восстановить там базу, по прибытии крейсер приступил к патрульной службе в Индийском океане в течение июня.

### В составе Восточного флота
13 июля крейсер вместе со вспомогательным крейсером Worcestershire вошёл в состав эскорта конвоя Schooner, возвращающего части ANZAC с Цейлона в Австралию на бортах лайнеров Queen Mary, Aquitania, Ile de France, Nieuw Amsterdam и Queen of Bermuda. 19 июля был сменён в составе эскорта американским крейсером Phoenix и вернулся на Цейлон.

#### Высадка на Мадагаскаре

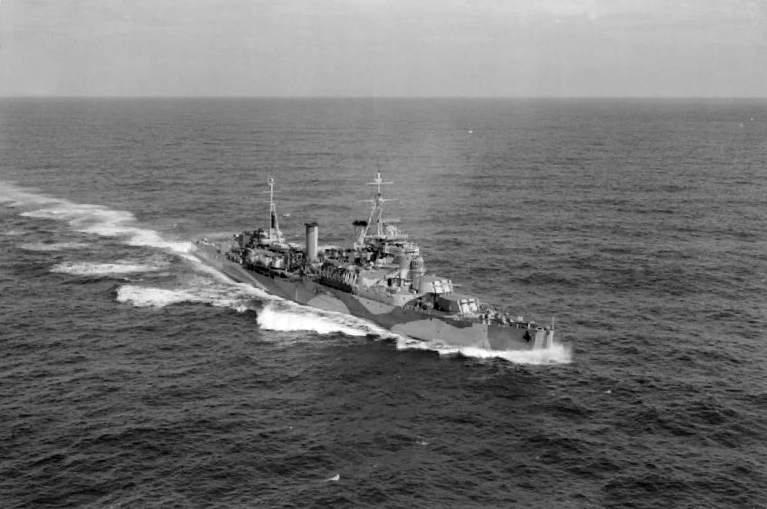
Гамбия в августе 1942 года

В августе крейсер вместе с кораблями Восточного флота перешёл в Момбасу для проведения запланированной высадки на Мадагаскаре (Operation Stream). 5 сентября с линкором Warspite, авианосцем Illustrious, крейсерами Birmingham, Dauntless и Caradoc и эсминцами вышел в море и образовал Соединение «M», которое обеспечивало высадку. 13 сентября крейсер совместно с крейсером Birmingham и голландским крейсером Van Heemskerk сопровождали транспорты с 29-й пехотной бригадой (29th Infantry Brigade), которая высаживалась в Majunga. Крейсер оставался в районе высадки в течение всей операции, после чего ушёл для докования в Бомбей. После окончания докования 12 ноября, вернулся к патрульным операциям в Индийском океане.
28 ноября заменил австралийский крейсер Adelaide и голландский Heemskerck в качестве эскорта конвоя OW-1. В декабре — январе 1943 года крейсер продолжал патрулирования в Индийском океане.
6 февраля от Сокотры вместе с крейсером Devonshire вступил в охранение войскового конвоя ANZAC, возвращающего войска из Суэца в Австралию (Operation Pamphlet). Конвой состоял из лайнеров Queen Mary, Aquitania, Ile de France, Nieuw Amsterdam и Queen of Bermuda, прикрытые осуществляли линкоры Revenge, Resolution и Warspite, крейсер Mauritius и 6 эсминцев. 17 февраля крейсер отправился из Фримантла в Дурбан. 17 марта крейсер стал флагманским кораблём 4-й крейсерской эскадры и до мая осуществлял защиту торгового судоходства в Индийском океане.

### Передача в состав новозеландского флота
28 мая крейсер через Кейптаун отправился в Великобританию, где 16 июня встал на ремонт и переоборудование на коммерческой верфи в Ливерпуле, поскольку крейсер было решено передать в состав новозеландского флота, заменив им повреждённые крейсера Achilles и Leander. В ходе ремонта было удалено авиационное оборудование, добавлены 10-см поисковый радар Type 272 и дополнительно радар управления огнём Type 283. В сентябре крейсер прошёл испытания порту и одновременно, 22 сентября был передан в состав новозеландского флота. После завершения испытаний Гамбия 11 октября присоединилась к флоту метрополии в Скапа-Флоу. В декабре крейсер был переведён в Плимут для службу у северо-западных подходов.

### Патрулирование в Центральной Атлантике
12 декабря вместе с крейсером Glasgow был развернут северо-северо-западнее Азорских островов для совместного с авиацией берегового командования поиска и перехвата немецких судов снабжения и блокадопрорывателей (Operation Stonewall). 23 декабря операция была отменена после потопления блокадопрорывателя самолётами. 27 декабря Гамбия находилась на острове Фаял, когда поступил приказ на перехват немецкого теплохода Alsterufer. Он успешно избежал обнаружения крейсерами, но 27 декабря был обнаружен в 500 милях северо-западнее мыса Финистерре, обходя позиции крейсеров с юго-востока. Гамбия и имеющиеся на тот момент крейсера Glasgow, Enterprise, Penelope и Ariadne были перенацелены на его перехват, но ещё до прибытия крейсеров Alsterufer был подожжён и потоплен Halifax’ом берегового командования. 28 декабря крейсер не успел принять участие в бою в Бискайском заливе крейсеров Glasgow, Enterprise с немецкими эсминцами и был послан на спасение немецких моряков с Alsteruferа. 30 декабря крейсер был заменён в патруле лидерами Свободной Франции Le Fantasque и Le Malin и вернулся в Плимут.

### Снова в составе Восточного флота
30 января 1944 года крейсер снова отправился в состав Восточного флота через Средиземноморье. 19 февраля он вошёл в состав 4-й крейсерской эскадры в Тринкомали. Уже 22 февраля он вышел в море на поиски блокадопрорывателей юго-западнее Кокосовых островов совместно с авианосцем Illustrious, тяжёлым крейсером Sussex, эсминцем Rotherham и голландским эсминцем Tjerk Hiddes (Operation Sleuth). 28 февраля Гамбия отправилась на дозаправку во Фримантл, куда прибыла 2 марта.
8 марта Гамбия эскортировала конвой в Индийском океане, после сопровождения которого, 17 марта прибыл в Тринкомали.
21 марта Гамбия вышла в море совместно с линкорами Queen Elizabeth и Valiant, линейным крейсером Renown, крейсерами London и Ceylon в сопровождении 10 эсминцев для проведения наступательных действий в Индийском океане (Operation Diplomat). 27 марта корабли встретили американский авианосец Saratoga с эсминцами сопровождения и эти корабли совместно с кораблями Восточного флота 2 апреля пришли в Тринкомали.
18 апреля Гамбия участвовала в операции «Кокпит» (Operation Cockpit) — атаке Сабанга Соединением 70 в составе британского авианосца Illustrious и временно приданному Восточному флоту американского Saratoga. Изначально крейсер находился в составе Соединения TF69 прикрывающим авианосцы. Помимо Гамбии оно состояло из линкоров Queen Elizabeth и Valiant, французского линкора Richelieu крейсеров Nigeria, Ceylon, Newcastle и голландского крейсера Tromp. 21 апреля корабли вернулись в Тринкомали.
6 мая крейсер участвует в прикрытии очередного налета. На этот раз Сурабайи (Operation Transom). Крейсер вошёл в состав Соединения TF65: линкоры Queen Elizabeth и Valiant, французский линкор Richelieu, крейсер Nigeria и голландский крейсер Tromp. Авианосцы Illustrious и Saratoga составили Соединение TF66. 8 мая крейсер окончательно был передан новозеландскому флоту, исключая оперативный контроль. 15 мая корабли заправились в заливе Эксмут в Западной Австралии. 17 мая авианосцы нанесли удар по Сурабайе, а 27 мая корабли вернулись в Тринкомали.

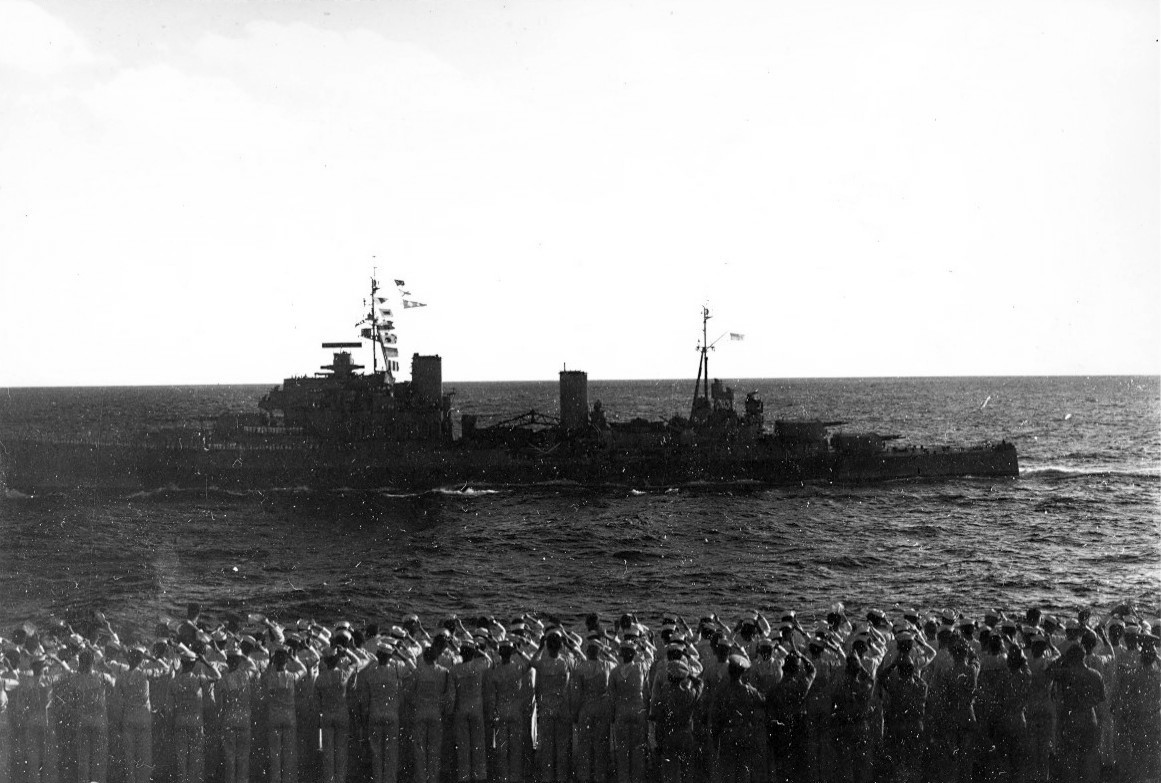
18 мая 1944 года, уже в составе новозеландского флота

10 июня Гамбия сопровождая авианосец Illustrious и эскортный авианосец Atheling вышла в Бенгальский залив для проведения там наступательных действий. 11 июня авианосцы нанесли удар по Сабангу, что являлось отвлекающим действием от высадки американцев на Марианских островах. 13 июля крейсер ушёл в Мадрас, чтобы принять на борт персонал FAA и доставить его в Коломбо. 17 июля Гамбия пришла в Коломбо получив перерыв для отдыха экипажа.
В июле крейсер провёл учения вместе с кораблями Восточного флота.
22 июля крейсер вышел для участия в операции по обстрелу Сабанга (Operation Crimson) вместе с крейсерами Kenya, Ceylon, Nigeria, Cumberland, и голландским Tromp и эсминцами она составлял эскорт линкоров Queen Elizabeth и Valiant, линейного крейсера Renown и французского линкора Richelieu. 25 июля она совместно с Kenya обстреляла береговые батареи Сабанга.
С 10 сентября по 6 октября крейсер проходил очередной ремонт в Коломбо, после чего присоединился к своей эскадре.
16 октября крейсер сопровождал конвой во Фримантл, следуя далее в Новую Зеландию. В ноябре крейсер посетил ряд новозеландских портов до своего прихода в Веллингтон.

### В составе Тихоокеанского флота
22 ноября крейсер был передан в состав формируемого Тихоокеанского флота, а в декабре встал на ремонт на верфи в Окленде, который завершился 26 января 1945 года.
14 февраля крейсер вышел в Сидней в составе сил сопровождения линкора Howe совместно с австралийскими эсминцами Quality и Queenborough. Во время перехода на линкоре производились учебные стрельбы.
1 марта Гамбия выходила с частью Тихоокеанского флота в составе Соединения TF113 для проведения учений перед высадкой на Манусе. 17 марта TF113 вышло на Манус. 23 марта британское соединение приняло американское обозначение TF57, после того, как было принято решение, что соединение будет действовать в составе американского 5-го флота против аэродромов на островах Сакисима. Гамбия вместе с крейсерами Swiftsure, Black Prince и Argonaut образовали группу TG57.5. После чего корабли вышли с Улити (Operation Iceberg One). 27 марта крейсер прикрывал серию налетов с авианосцев Indomitable, Victorious, Illustrious и Implacable на аэродромы островов Сакисима. 1 апреля корабли подверглись воздушным атакам, в том числе впервые и атакам камикадзе. 2 апреля Гамбия отделилась от главных сил, буксируя совместно с австралийским эсминцем Quiberon повреждённый эсминец Ulster, направляющийся на Лейте для ремонта. 4 апреля корабли встретили австралийские тральщики Ballarat и Lismore. 6 апреля Гамбия вернулась в состав Соединения совместно с крейсером Uganda и эсминцами Urchin и Ursa. 11 апреля вместе с Uganda отделился от TF57 и сопровождал авианосец Indefatigable, который наносил удары по аэродромам Формозы (Operation Iceberg Oolong). 13 апреля крейсер по ошибке сбил истребитель Hellcat. 16 апреля корабли вернулись к основным силам у Сакисимы. 20 апреля Соединение TF57 ушло на Лейте после 6-го удара по островам, куда и прибыло 23 апреля. На борту Гамбии находилось 45 человек из экипажа, заражённых эпидемическим паротитом.
4 мая TF57 вышло в море для совместных действий с американским TF58 по нанесению воздушных ударов и обстрелу островов Сакисима (Operation Iceberg Two). Гамбия совместно с крейсерами Swiftsure, Uganda, Euryalus и Black Prince снова образовывала группу TG57.5. Эта группа отделилась совместно с линкорами King George V и Howe для обстрела аэродрома на острове Мияко, отменённого после получения сигнала от авианосцев группы TG57.2, что они подверглись интенсивным воздушным атакам. 8 мая атаки камикадзе продолжились и в ходе них авианосцы Formidable и Victorious получили повреждения. 23 мая соединение ушло на Манус для последующего перехода в Сидней на отдых и реорганизацию. 27 мая в связи с передачей оперативных соединений из 5-го флота в 3-й, британское соединение также сменило своё обозначение на TF37. 30 мая корабли ушли в Сидней, куда прибыли 5 июня.
28 июня TF37 ушло на Манус, прибыв туда 4 июля. 6 июля Гамбия ушла к берегам Японии на соединение с кораблями Тихоокеанского флота проводящих начальную фазу операции Олимпик (Operation Olympic) — бомбардировка японской метрополии. 16 июля крейсер соединился с кораблями TF37: линкор King George V, авианосцы Formidable, Victorious, Implacable, крейсера Newfoundland, Achilles, Euryalus, Uganda и Black Prince и эсминцы. 18 июля крейсер прикрывал авианосную группировку, наносящую удары по целям в районе Токио — Иокогама. Со 2 по 4 августа Гамбия совместно с крейсерами Argonaut, Black Prince и Newfoundland обеспечивала радио связь между британским Тихоокеанским флотом и американским TF38. 9 августа крейсер совместно с крейсером Newfoundland и эсминцами Termagant и Terpsichore образовали Task Unit 37.1.8 в составе американского Task Unit 34.8.1 для совместного обстрела сталелитейных заводов в Камаиси. Корабли подверглись воздушным атакам и Гамбия сбила один самолет. После этой операции корабли вернулись в состав TF37. 12 августа Гамбия совместно с линкором King George V, авианосцем Indefatigable, крейсером Newfoundland и 9-ю эсминцами 24-й флотилии были переданы в подчинение американцам образовав группу TG38.5. 13 августа крейсер прикрывал удары авианосца по целям и кораблям на Севере Хонсю и Хоккайдо. 15 августа зенитчики сбили атаковавший соединение японский самолёт во время официального прекращения огня.
31 августа Гамбия вошла в Токийский залив совместно с крейсером Newfoundland, где 2 сентября она представляла Новую Зеландию во время церемонии сдачи японского флота.